# Gabriel Reuillard
Gabriel Alexandre Reuillard est un écrivain et journaliste français né le 30 juillet 1885 à Rouen (Seine-Inférieure) et décédé le 5 août 1973 à Paris 10e.

## Biographie
Il est né en 1885 dans une famille de la bourgeoisie rouennaise. Il s'installe à Paris encore adolescent, au début du XXe siècle, interrompant ses études, et effectue différents métiers, comme employé d’une maison d’ameublement. Il devient ensuite secrétaire de René Fauchois qui lui trouve ses premiers rôles d'acteur. Il écrit aussi des articles de presse, des pièces de théâtre, fréquente les milieux artistiques montmartrois et le Bateau-Lavoir, et se lie avec Roland Dorgelès.
Il vient juste de se marier, en juin 1914, qu'il est mobilisé. C'est le début de la Première Guerre mondiale qui va profondément marquer sa génération. Il combat au sein du 39e régiment puis du 5e régiment d'infanterie. Il est fait prisonnier à Verdun le 1er juin 1916 devant Douaumont. Il est décoré de la Croix de guerre avec palmes,. 
Il a acquis des convictions pacifistes et se passionne aussi pour la révolution russe. Il devient membre de l'équipe rédactionnelle du journal Clarté créé notamment par Henri Barbusse.  Après le congrès socialiste de Tours de 1920, il adhère au Parti communiste français naissant, mais s'oppose au sein de cette formation politique aux partisans de la soumission à l’Internationale communiste, et est exclu quelques années plus tard. Il se met en retrait de la vie politique. Il publie des articles dans différents journaux tels Le Petit journal, Le Journal et l'Excelsior, mais surtout se consacre à l'écriture de romans : Le Réprouvé, La Fille, L'Homme nu, La Chair en peine, etc.. Il est influencé par le naturalisme, Émile Zola et Guy de Maupassant. Il est fait chevalier de la Légion d'honneur en 1931, puis officier de la Légion d'honneur en 1939 en tant qu'homme de lettres. En 1936, il commence à tenir des chroniques littéraires dans les radios, un nouveau type de média qui se développe dans l'entre-deux-guerres.
L'Académie française lui décerne le prix Lucien-Tisserant en 1939. Fin 1940, il suit la radio d’État qui s'installe à Marseille et y anime des émissions littéraires jusqu’en 1943. Il écrit pour le journal Le Mot d’ordre tout en participant à la résistance intérieure française et à des journaux clandestins, comme le journal Bir-Hakeim fondé en 1943. 
Il obtient le prix Georges-Dupau en 1944 et 1946 et le prix Durchon-Louvet en 1948 pour l'ensemble de son œuvre. Il meurt en août 1973 à Paris. 
Il  a été membre du comité de l'association des écrivains combattants, du comité du syndicat des journalistes, de l'association des courriéristes littéraires et de la Société des écrivains normands. Il a également écrit et fait des recherches poussées sur l’œuvre de l'écrivain Gustave Flaubert.

## Distinctions
- Croix de guerre 1914–1918, palme d'argent (1916)
- Chevalier de la Légion d'honneur (11 janvier 1931)
- Officier de la Légion d'honneur (5 août 1939)[3]

## Œuvre

### Romans
- 1924 : Le Réprouvé (Éditions Baudinière)
- 1925 : La Fille (Éditions Baudinière)
- 1926 : L'Homme nu (Éditions Baudinière) Prix littéraire des Industries de luxe 1927.
- 1927 : La Chair en peine (Éditions Baudinière)
- 1928 : L'Amour (Éditions Baudinière)
- 1929 : Mœurs (Éditions Baudinière)
- 1930 : Les Femmes fatales La Belle Lison. Casque d'or. Mme Steinheil. Mme Arnaud. Mme Bessarabo. Marie Bourette. Madeleine Delvigne. Jeanne Weiler. La Merelli. Jeanne Dallemagne. Mme Mestorino, etc. (Impr. E. Ramlot et Cie, 1931)
- 1933 : Adoration (Éditions Baudinière)
- 1948 : L'Âge d'or (Éditions Baudinière)

### Théâtre
Théâtre en collaboration avec René Wachtausen :
- 1921 : Notre passion (4 actes), Théâtre de l'Odéon
- 1924 : L'Égale (4 actes), Théâtre de l'Odéon

### Reportages
- 1926 : « Le calvaire des Héros »
- 1927 : « Grasse Normandie, à la gloire de la province natale »
- 1928 : « Prière des captifs »
- 1929 : « Les clandestines »